# Мішель Трахтенберг
Міше́ль Крісті́н Трахтенберг (англ. Michelle Christine Trachtenberg; Нью-Йорк — 26 лютого 2025, там само) — американська акторка єврейського походження. Відома з фільмів «Євротур», «Інспектор Гаджет» і серіалу «Баффі — переможниця вампірів», де вона грала роль Дон Саммерс.

## Біографія

### Ранні роки життя
Народилася 11 жовтня 1985 року в Нью-Йорку. Походила з українських євреїв.
Молодша дочка Лани, банківської менеджерки, і Майкла Трахтенберга, фахівця в галузі оптичного волокна. Її батько родом з Німеччини, а мати народилася в Одесі (Україна, тоді вона була під радянською окупацією). Мішель побіжно розмовляла російською. Оскільки сім'я має єврейське коріння, то Мішель святкувала і Різдво і Хануку, бабуся і дідусь живуть в Ізраїлі. Мішель виросла разом зі старшою сестрою Ірен (нар. 1978) в районі Шіпсхед Бей в Брукліні і відвідувала Isaac Asimov PS 99 Elementary School і The Bay Academy for the Arts And Sciences Junior High School. Пізніше відвідувала   Notre Dame High School(закінчила з відзнакою за напрямком «Соціальні науки і релігія») в Лос-Анджелесі, куди переїхала з матір'ю, залишивши батька в Нью-Йорку. У дитинстві займалася балетом.

### Кар'єра
Вперше з'явилася на телебаченні у 3 роки в рекламі мийних засобів «Wisk» , далі знялася в понад 100 рекламних роликів . Першою помітною появою була роль Нони Мекленберг в дитячому телесеріалі «Пригоди Піта і Піта» з 1994 по 1996. У цей же час вона грала Лілі Монтгомері в мильній опері «Всі мої діти» , де вперше працювала з майбутньою Баффі Сарою Мішель Геллар.

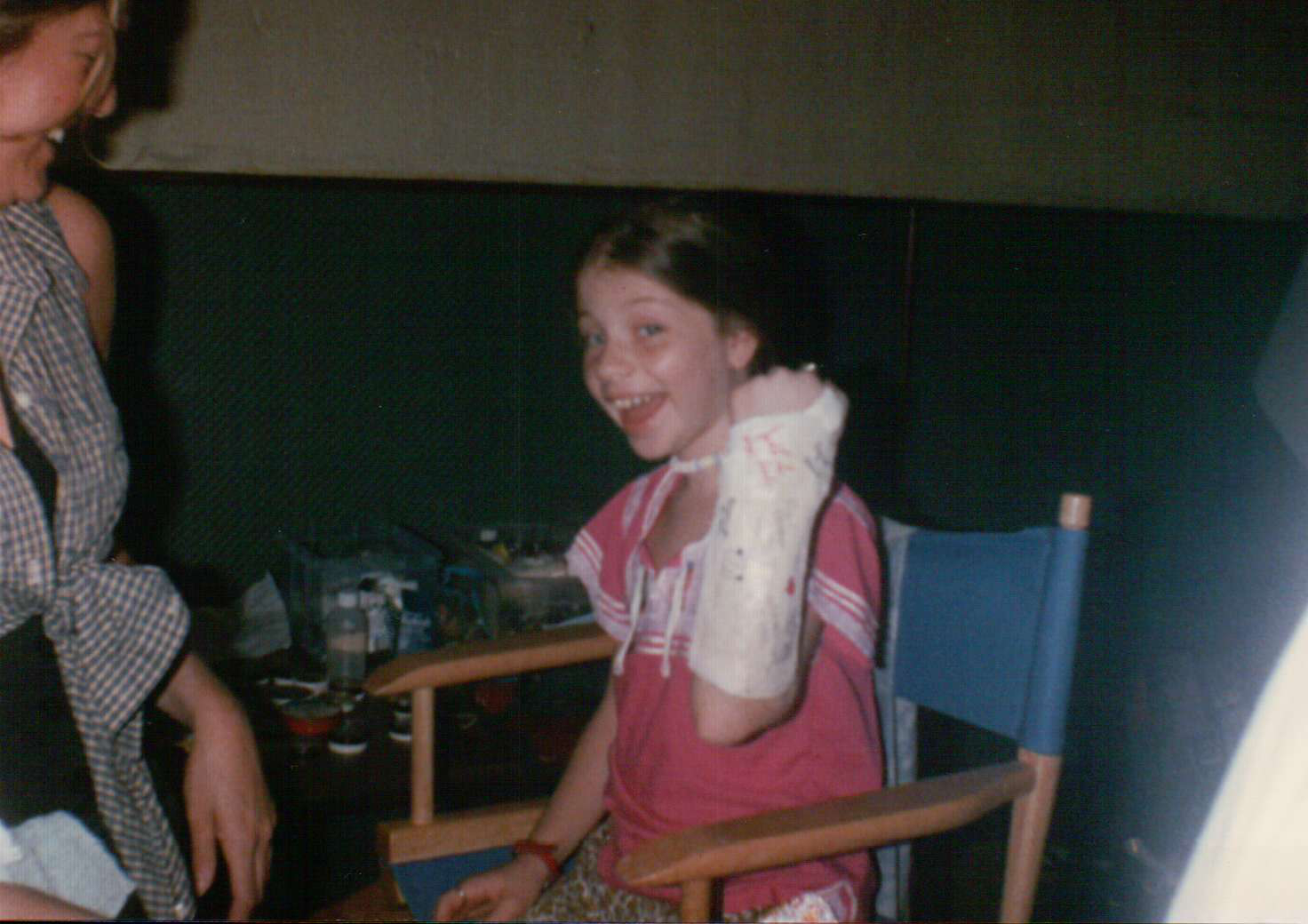
Мішель Трахтенберг у дитячому віці

Кар'єру у кінематографі почала з головної ролі у фільмі «Шпигунка Геррієт» у 1996, потім на телебаченні був сітком «Міго», за роль в якому виграла премію «Молодий актор». У 1999 виконала роль Пенні , племінниці Робогаджета, у фільмі «Інспектор Гаджет». Влітку 2000 отримала роль Дон Саммерс в серіалі «Баффі — переможниця вампірів», яку виконувала до закінчення серіалу в 2003 році. Також була ведучою на шоу про паранормальні явища з 2001 по 2003 рік. Після цього в 2004 знялася в комедії «Євротур» зі Скоттом Мекловіцем у головній ролі. Також з'явилася в серіалі телеканалу HBO «Клієнт завжди мертвий» в епізодичній ролі Селест, розбещеної поп-зірки, у якої Кіт Чарльз служив охоронцем. 
У березні 2005 виконала головну роль фігуристки Кейсі Карлайл в Диснеївському сімейному комедійно-драматичному фільмі «Принцеса льоду» з Кім Кетролл. У квітні 2006 Трахтенберг запрошена на гостьову роль в серіалі «Доктор Хаус». У листопаді 2006 з'явилася в гостьовій ролі в одному епізоді шостого сезону номінованого на «Еммі» «Закон і порядок. Злочинний намір». Також у неї була роль-камео в кліпі Fall Out Boy на пісню «This Ain'ta Scene, It's an Arms Race» (разом з колегою по «Баффі» Сетом Гріном), і в спродюсованому Хоакіном Феніксом відео «Tired of Being Sorry» для гурту Балтазара Гетті «Ringside».

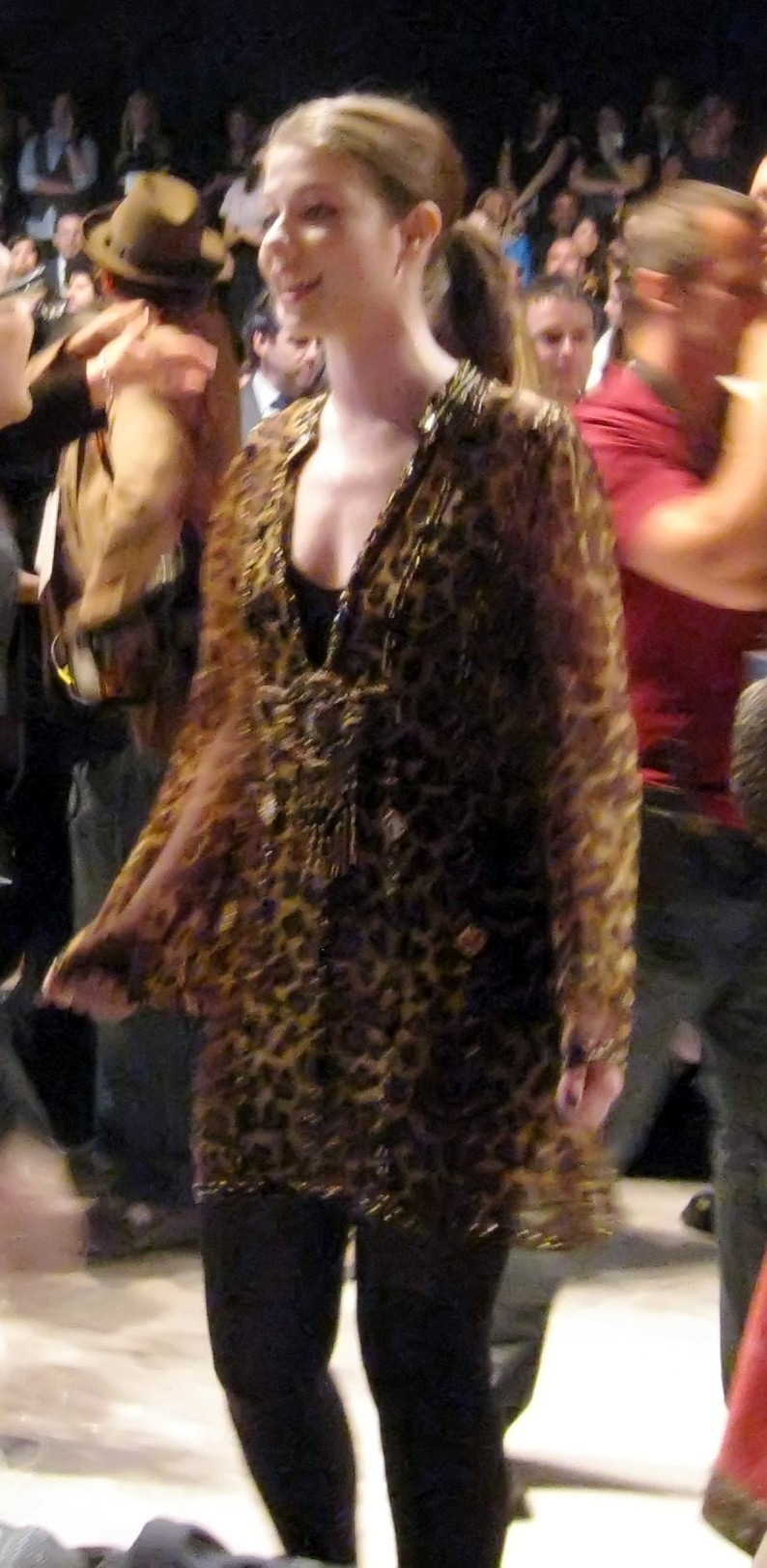
rigth

З 2008 Трахтенберг з'явилася на CW в серіалі «Пліткарка» у ролі Джорджіни Спаркс, яка нещодавно покинула реабілітаційний центр. З осені 2009 знімається в драматичному серіалі «Милосердя» (Mercy) в ролі медсестри Хлої Пейн.

### Смерть
Трахтенберг знайшли вранці 26 лютого 2025 року без свідомості та без реакції у її квартирі в Нью-Йорку. Парамедики зрештою констатували її смерть на місці події. Їй було 39 років. ABC News повідомило, що вона перенесла трансплантацію печінки та «можливо, у неї були ускладнення», водночас зазначивши, що місцева поліція не розслідує смерть, як підозрілу. Родина зірки відмовилася від розтину тіла через релігійні переконання, що унеможливлює встановлення точної причини її смерті .

## Особисте життя
Її зріст — 1,71 м. Не була одруженою та не мала дітей.

## Фільмографія
| Рік       |    | Українська назва                      | Оригінальна назва                            | Роль                                       |
| --------- | -- | ------------------------------------- | -------------------------------------------- | ------------------------------------------ |
| 2018      | мс |                                       | Human Kind Of                                | Джуді Рейллі (голос, 21 епізод)            |
| 2006—2018 | мс | Робоцип                               | Robot Chicken                                | Голоси різних персонажів (6 епізодів)      |
| 2016      | тф |                                       | Sister Cities                                | Даллас                                     |
| 2015      | тф | Різдвяний подарунок                   | The Christmas Gift                           | Меґан                                      |
| 2015      | мс |                                       | SuperMansion                                 | Кривавий Місяць (голос, епізод 1.07)       |
| 2015      | с  |                                       | Guidance                                     | Анна (6 епізодів)                          |
| 2015      | с  | Сонна лощина                          | Sleepy Hollow                                | Ебіґейл Адамс (епізод 2.13)                |
| 2014      | кф | Урятувати побачення                   | Save the Date                                | Гілларі                                    |
| 2014      | ф  | Графоман                              | The Scribbler                                | Аліса                                      |
| 2013      | кф |                                       | StompOutBullying: with Michelle Trachtenberg | Мішель Трахтенберг                         |
| 2013      | с  | Морська поліція: Лос Анджелес         | NCIS: Los Angeles                            | Лілі Локгарт (епізод 5.12)                 |
| 2013      | тф |                                       | Killing Kennedy                              | Марина Освальд                             |
| 2013      | в  | Сексуальний злий геній                | Sexy Evil Genius                             | Міранда Празька                            |
| 2013      | с  | Criminal Minds                        | Криміналісти: мислити як злочинець           | Діана Тернер (епізод 8.12)                 |
| 2008—2012 | с  | Пліткарка                             | Gossip girl                                  | Джорджина Спаркс (28 епізодів)             |
| 2011      | кф |                                       | Untitled Peter Knight Comedy Project         | Ґрейсі                                     |
| 2011      | с  | Косяки                                | Weeds                                        | Емма Карлін (5 епізодів)                   |
| 2011      | с  | Незаймані, бережіться!                | Love Bites                                   | Джоді (3 епізоди)                          |
| 2011      | ф  | Відвези мене додому                   | Take Me Home Tonight                         | Ешлі                                       |
| 2009—2010 | с  | Милосердя                             | Mercy                                        | Медсестра Хлоя Пейн (23 епізоди)           |
| 2010      | в  |                                       | DC Showcase Original Shorts Collection       | Дівчина в барі (голос, розділ "Jonah Hex") |
| 2010      | мф |                                       | Superman/Shazam!: The Return of Black Adam   | Дівчина в барі (голос)                     |
| 2010      | мф | Вітрина DC: Джона Гекс                | DC Showcase: Jonah Hex                       | Дівчина в барі (голос)                     |
| 2010      | ф  | Парочка копів                         | Cop Out                                      | Ева Монро                                  |
| 2009      | мс | Загін супергероїв                     | The Super Hero Squad Show                    | Валькірія (голос, 2 епізоди)               |
| 2009      | ф  | 17 знову                              | 17 Again                                     | Меґґі                                      |
| 2009      | ф  | Проти течії                           | Against the Current                          | Сюзанна                                    |
| 2008      | тф | Кільцеві перегони                     | The Circuit                                  | Кайлі Шайнс                                |
| 2008      | мф | Dragonlance: Дракони осінніх сутінків | Dragonlance: Dragons of Autumn Twilight      | Тіка (голос)                               |
| 2007      | тф | Пагорб                                | The Hill                                     | Меґґі Роджерс                              |
| 2006      | ф  | Чорне Різдво                          | Black Christmas                              | Мелісса                                    |
| 2006      | с  | Закон і порядок: Злочинні наміри      | Law & Order: Criminal Intent                 | Ліза Віллоу Тайлер (епізод 6.10)           |
| 2006      | ф  | Прекрасний Огайо                      | Beautiful Ohio                               | Сандра                                     |
| 2006      | с  | Доктор Хаус                           | House M.D.                                   | Мелінда Бардач (епізод 2.16)               |
| 2005      | тф | Стрибок з пірсу Клозен                | The pe from Clausen's Pier                   | Керрі Біл                                  |
| 2005      | ф  | Принцеса льоду                        | Ice Princess                                 | Кейсі Карлайл                              |
| 2004—2005 | с  | Джек і Боббі                          | Jack & Bobby                                 | Кортні Бенедікт                            |
| 2004      | в  | Видалені сцени фільму «Євротур»       | EuroTrip: Deleted Scenes                     | Дженні                                     |
| 2004      | в  | Смішні моменти фільму «Євротур»       | EuroTrip: Gag Reel                           | Дженні                                     |
| 2004      | ф  | Таємнича шкіра                        | Mysterious Skin                              | Венді                                      |
| 2004      | с  | Клієнт завжди мертвий                 | Six Feet Under                               | Селеста (4 епізоди)                        |
| 2004      | ф  | Євротур                               | Eurotrip                                     | Дженні                                     |
| 2000—2003 | с  | Баффі — переможниця вампірів          | Buffy the Vampire Slayer                     | Дон Саммерс (66 епізодів)                  |
| 2001—2003 | с  | Панікуй або дізнайся правду           | Truth or Scare                               | оповідачка                                 |
| 2000      | тф | Батьків вибір                         | A Father's Choice                            | Келлі Мак-Клейн                            |
| 1999      | ф  | Назавжди                              | Can't Be Heaven                              | Джулі                                      |
| 1999      | тф |                                       | Bonne Nuit                                   | Еммі Рівз                                  |
| 1999      | ф  | Inspector Gadget                      | Інспектор Ґаджет                             | Пенні                                      |
| 1998      | в  | Заможний Річі 2                       | Ri¢hie Ri¢h's Christmas Wish                 | Глорія                                     |
| 1998      | в  | Розумне цуценя Блу                    | Blue's Clues                                 |                                            |
| 1998      | с  | Такі ж хлопці, як ми                  | Guys Like Us                                 | Кеті (епізод 1.03)                         |
| 1997      | с  | Міго                                  | Meego                                        | Меґґі Паркер (13 епізодів)                 |
| 1994—1996 | с  | Пригоди Піта і Піта                   | The Adventures of Pete & Pete                | Нона Мекленберг (14 епізодів)              |
| 1996      | тф | Різдво в моєму місті                  | Christmas in My Hometown                     | Ноель Мерфі                                |
| 1996      | с  | Космічні пригоди                      | Space Cases                                  | Пранкерка (епізод 2.07)                    |
| 1996      | с  | Світ Дейва                            | Dave's World                                 | Анджела (епізод 4.02)                      |
| 1996      | ф  | Шпигунка Геррієт                      | Harriet the Spy                              | Геррієт М. Велш                            |
| 1995      | ф  |                                       | Melissa                                      | Ліна                                       |
| 1994      | с  | Усі мої діти                          | All My Children                              | Лілі (2 епізоди)                           |
| 1993      | с  | Кларісса                              | Clarissa Explains It All                     | Елсі Соуперштейн (епізод 4.12)             |
| 1991      | с  | Закон і порядок                       | Law & Order                                  | Діна Дрісколл (епізод 2.05)                |

### Ролі в телешоу «Робоцип» (2006-2018)
Озвучені персонажі мультиплікаційног о шоу.
| Рік  | Епізод | Назва                          | Ролі                            |
| ---- | ------ | ------------------------------ | ------------------------------- |
| 2006 | 2.04   | Celebrity Rocket               | Dina Lohan                      |
| 2006 | 2.05   | Dragon Nuts                    | Maid Mugging Victim Woman       |
| 2007 | 3.04   | Tapping a Hero                 | Gummy Bear Wife Woman           |
| 2011 | 5.01   | Saving Private Gigli           | Gummy Bear Cindy                |
| 2012 | 5.20   | Fight Club Paradise            | Gummy Bear Samantha Jones Woman |
| 2018 | 9.07   | 3 2 1 2 3 3 3, 2 2 2, 3...6 6? | Harriet the Spy                 |

### Відеокліпи
2004 – «Echo», гурт Trapt (роль подружки)

## Нагороди та номінації
Має 4 нагороди:
- Special Jury Prize / Sarasota Film Festival: Breakthrough Performer Award for: Beautiful Ohio 2007,
- Young Artist Award 2001, 1998, 1997

і 8 номінацій:
- YoungStar Award 2000,
- Young Artist Award 2000, 2002,
- Teen Choice Award 2001,
- Daytime Emmy Award 2004,
- Saturn Award 2001, 2002, 2003

Нагороди та номінації
| Рік  | Премія             | Організація                                                           | Номінація                                               | Робота                          | Примітки       | Результат |
| ---- | ------------------ | --------------------------------------------------------------------- | ------------------------------------------------------- | ------------------------------- | -------------- | --------- |
| 2014 | WIN Award          | Actress MFT Movie / Mini-Series                                       | Women's Image Network Awards                            | Killing Kennedy (2013)          |                | Перемога  |
| 2012 | Teen Choice Award  | Choice TV Villain                                                     | Teen Choice Awards                                      | Gossip Girl (2007)              |                | Номінація |
| 2007 | Special Jury Prize | Breakthrough Performer                                                | Sarasota Film Festival                                  | Beautiful Ohio (2006)           |                | Перемога  |
| 2004 | Daytime Emmy       | Outstanding Performer in a Children's Series                          | Daytime Emmy Awards                                     | Truth or Scare (2001)           | Грає саму себе | Номінація |
| 2003 | Saturn Award       | Best Supporting Actress in a Television Series                        | Academy of Science Fiction, Fantasy & Horror Films, USA | Buffy the Vampire Slayer (1997) |                | Номінація |
| 2002 | Saturn Award       | Best Supporting Actress in a Television Series                        | Academy of Science Fiction, Fantasy & Horror Films, USA | Buffy the Vampire Slayer (1997) |                | Номінація |
| 2002 | Young Artist Award | Best Performance in a TV Comedy Series — Leading Young Actress        | Young Artist Awards                                     | Truth or Scare (2001)           |                | Номінація |
| 2002 | Young Artist Award | Best Performance in a TV Comedy Series — Guest Starring Young Actress | Young Artist Awards                                     | MADtv (1995)                    |                | Номінація |
| 2001 | Saturn Award       | Best Supporting Actress on Television                                 | Academy of Science Fiction, Fantasy & Horror Films, USA | Buffy the Vampire Slayer (1997) |                | Номінація |
| 2001 | Teen Choice Award  | TV — Choice Sidekick                                                  | Teen Choice Awards                                      | Buffy the Vampire Slayer (1997) |                | Номінація |
| 2001 | Young Artist Award | Best Performance in a TV Drama Series — Supporting Young Actress      | Young Artist Awards                                     | Buffy the Vampire Slayer (1997) |                | Перемога  |
| 2000 | Young Artist Award | Best Performance in a Feature Film — Supporting Young Actress         | Young Artist Awards                                     | Inspector Gadget (1999)         |                | Номінація |
| 2000 | YoungStar Award    | Best Young Actress/Performance in a Motion Picture Comedy             | YoungStar Awards                                        | Inspector Gadget (1999)         |                | Номінація |
| 1998 | Young Artist Award | Best Performance in a TV Comedy Series — Supporting Young Actress     | Young Artist Awards                                     | Meego (1997)                    |                | Перемога  |
| 1997 | Young Artist Award | Best Performance in a Feature Film — Leading Young Actress            | Young Artist Awards                                     | Harriet the Spy (1996)          |                | Перемога  |